# 桂川町
桂川町（日语：／ Keisen machi */?）是位于福岡縣中央部的一個城鎮，屬嘉穗郡。

## 歷史

### 年表
- 1889年4月1日：瀨戶村、壽命村、中屋村、豆田村、九郎丸村、土居村、吉隈村、土師村、內山田村合併為桂川村，屬穗波郡。
- 1896年2月26日：穂波郡和嘉麻郡合併為嘉穗郡。
- 1940年4月17日：桂川村改制為桂川町。

## 行政

### 歷任町長
1. 諫山茂太：1939年11月2日～1942年7月2日
2. 穗坂茂吉：1942年7月31日～1943年11月27日
3. 山邊俊太郎：1943年12月28日～1945年10月8日
4. 吉田繁：1946年2月5日～1955年4月30日
5. 瓜生真夫：1955年5月1日～1963年4月30日
6. 八兒勝：1963年5月1日～1975年4月30日
7. 秋吉博：1975年5月1日～1979年4月30日
8. 田崎保：1979年5月1日～1984年9月29日
9. 穗坂周一郎：1984年11月11日～1990年2月20日
10. 岩見智波：1990年4月8日～2002年4月7日
11. 谷口裕教：2002年4月8日～2004年12月10日
12. 前田説生：2005年1月17日～2006年10月13日
13. 井上利一：2006年11月20日～現任

## 交通

### 鐵路
- 九州旅客鐵道
  - 筑豐本線、篠栗線：桂川車站

## 觀光資源
- 王塚古墳

## 教育

### 高等學校
- 福岡縣立嘉穗總合高等學校

## 外部連結
- （日語） 桂川町商工會 （页面存档备份，存于）